# أديل أوغست
أديل أوغست (12 فبراير 1934 - 24 أبريل 2005) ممثلة سينمائية أمريكية، استمرت مسيرتها المهنية القصيرة في صناعة السينما من عام 1955 إلى عام 1956 عندما ظهرت في ثلاثة أفلام وحلقتين تلفزيونيتين، بما في ذلك المسلسل التلفزيوني الغربي شايان الذي ظهرت فيه بدور جيريمي بارنز في حلقة "جولسبورج" عام 1955. بالإضافة إلى عملها التمثيلي، كانت فتاة إستعراض في فندق تروبيكانا في لاس فيغاس، نيفادا.

## نشأتها
ولدت في كينويك بواشنطن باسم أديل م. سليبو. تخرجت من مدرسة هايلاين الثانوية في عام 1952 ، وتوجت ملكة جمال واشنطن الولايات المتحدة الأمريكية في نفس العام. وبعد ذلك بعامين وقعت عقدًا مع شركة كولومبيا بيكتشرز.

## روابط خارجية
- أديل أوغست في قاعدة بيانات الأفلام على الإنترنت
- Adele August  على موقع أول موفي
- Adele August at tcm.com
- Adelle August at tcm.com
- "Adelle August". Glamour Girls of the Silver Screen. مؤرشف من الأصل في 2024-11-30.